# گوگ‌تپه (ارومیه)

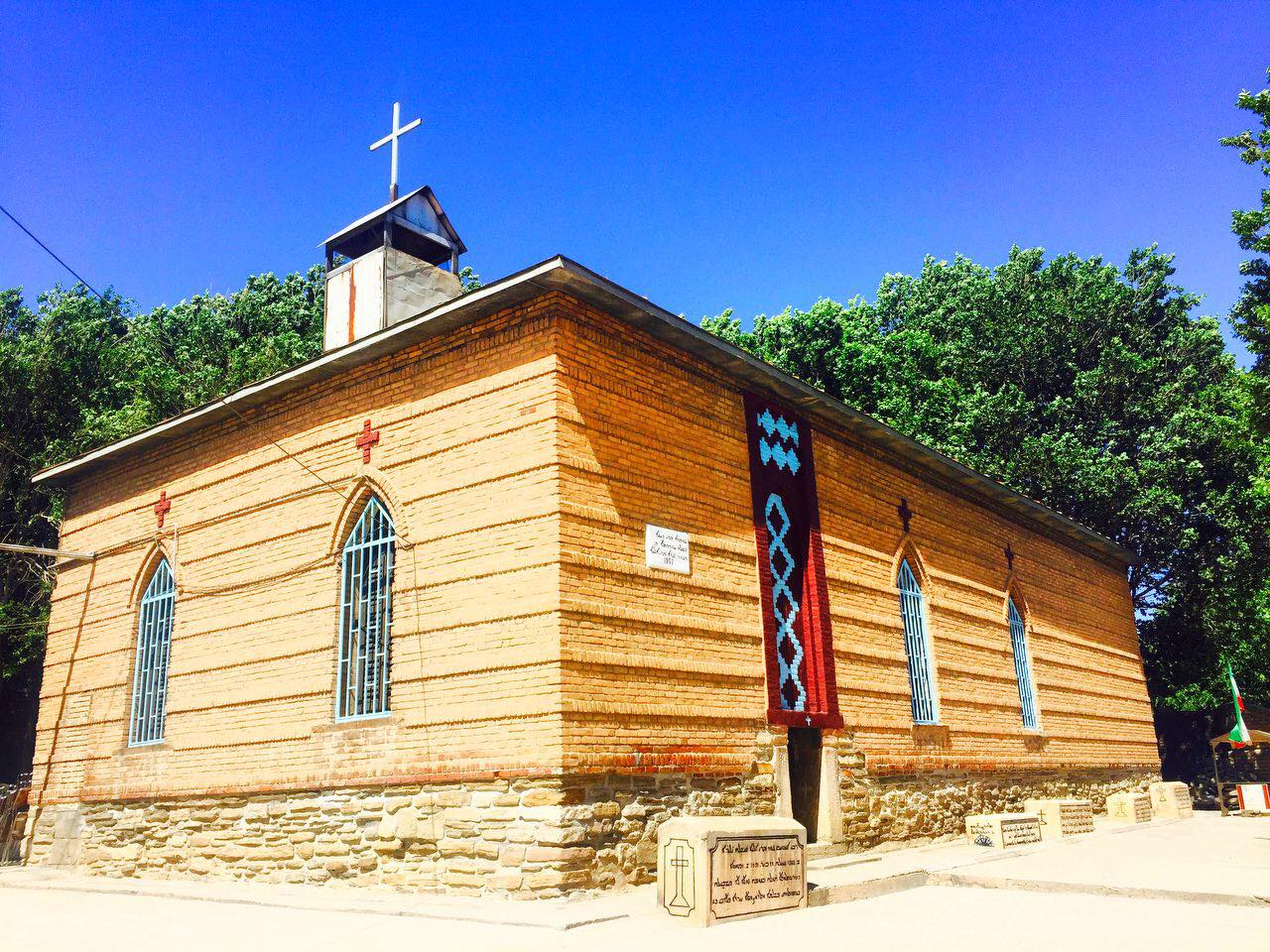
گوگ تپه

گوگ تپه، روستایی از توابع دهستان باراندوزچای شمالی بخش مرکزی شهرستان ارومیه در استان آذربایجان غربی ایران است.

## جمعیت
بر پایه سرشماری عمومی نفوس و مسکن در سال ۱۳۹۵ جمعیت این روستا ۲٬۸۵۰ نفر (۸۳۶ خانوار) بوده است.